# Anton Jelačić von Bužim

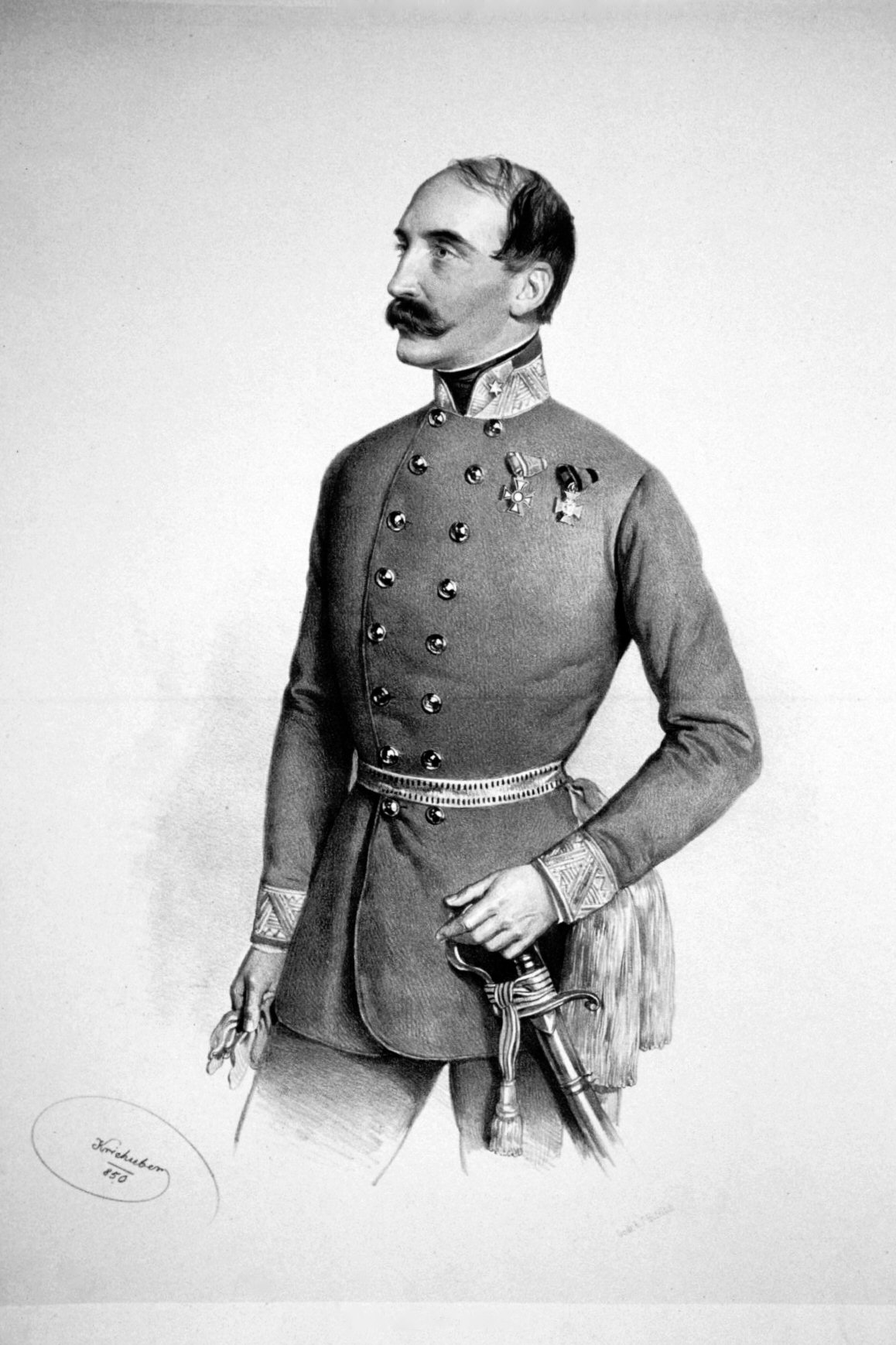
Anton Jelačić von Bužim, Lithographie von Josef Kriehuber

Graf Anton Jelačić von Bužim (* 14. Mai 1807; † 22. November 1875) war ein kroatischer Adliger, k.k. Feldmarschallleutnant und Ritter des Maria Theresien-Ordens aus der Familie Jelačić.

## Leben
Er trat im Jahre 1826 als Kadett in das Infanterie-Regiment Nr. 62 ein und wurde als solcher der Kriegsmarine zugeteilt, in welcher er 1827 bis 1830 mit der Eskadre in der Levante die meisten Züge gegen die griechischen Freibeuter unter Contreadmiral Dandolo mitmachte. Darauf zum Unterleutnant im 3. Dragoner-Regiment befördert, machte er während einer 23-jährigen Dienstzeit alle Stufen im Regiment bis zum Oberstleutnant durch, als welcher er zu Banderial-Husaren befördert wurde. In vier Jahren wurde er Oberst im Regiment und fünf Jahre später General beim großen Generalstabe. 
Im Feldzug gegen die Ungarn war er vom Mai 1848 bis April 1849 als Flügeladjutant seinem Bruder, dem Banus Josip Jelačić, zugeteilt und machte das Gefecht bei Pákozd (29. September 1848), die Oktoberkämpfe in Wien, das Rekognoszierungsgefecht bei Wieselburg (18. Dezember), die Schlacht bei Moor (29. Dezember), die Gefechte bei Tetény (3. Jänner 1848), bei Iszaszeg (7. April), vor Pest (vom 8. April bis 11. Juli) mit; stellte, mit einer Brigade nach Pančevo (Pancsowa) am 9. August entsendet, daselbst die Ordnung her und nahm, als er über Werschetz die Verbindung mit dem Ban bewerkstelligte, 70 Honvéd gefangen und 20.000 Metzen Getreide nebst Brot, Munition und Waffen als Beute.
Als Feldmarschallleutnant trat Jelačić in den Ruhestand. 

## Ehrungen
- Österreichisches Militärverdienstkreuz für die Einnahme Wiens 1848
- Ritterkreuz des Ordens der Eisernen Krone für Rettung des brennenden, mit Munition und Kriegsmaterial beladenen Dampfers „Debreczin“ am 5. September 1849 während seiner Kommandierung in Semlin

## Familie
Jelačić lebte in Zagreb (Agram) und war seit dem 24. Februar 1852 mit Maria Theresia Gräfin Lamberg (* 14. Mai 1826), einer Sternkreuz-Ordensdame, vermählt und es stammen aus dieser Ehe vier Kinder: 
- Franz Joseph (* 28. April 1853 in Graz),
- Maria (* 1854),
- Olga (* 1. Dezember 1856) und
- Ivanka (Iwanka) (* 6. Mai 1858)